# Загутинь
Загутинь (пол. Zahutyń) — колишнє українське село на Лемківщині, зараз у гміні Загір'я Сяноцького повіту Підкарпатського воєводства Польщі.
Населення — 1171 особа (2011).

## Розташування
Знаходиться 3 км на північний захід від Загір'я, 4 км на південний схід від Сяніка  і 59 км на південь від Ряшева, неподалік річки Ослава.
Через село пролягає державна шосейна дорога № 84 Сянік-Коросно.

## Історія
Перша письмова згадка припадає 1412 рік. Село закріпачене за волоським правом.
У 1895 році село нараховувало 88 будинків і 611 мешканців (559 греко-католиків, 40 римо-католиків і 12 юдеїв).
У 1902 р. збудована дерев'яна церква св. Безср. Косми і Даміяна. 
Село відзначалося національною свідомістю, від початку ХХ сторіччя до Першої світової війни діяло руханкове товариство Січ. У міжвоєнний період тут діяла читальня «Просвіти».
У 1939 р. в селі було переважно лемківське населення: з 990 жителів села — 890 українців і 100 поляків.
До 1945 р. в селі була греко-католицька церква, яка належала до парохії Сторожі Великі Сяніцького деканату. Метричні книги велися з 1784 р.
Після депортацій українського населення 1944–1946 років та операції «Віслі» у 1947 переважну більшість мешканців села сьогодні становлять поляки. 1945 року зруйнована церква і на її місці споруджено костел.
У 1975-1998 роках село належало до Кросненського воєводства.

## Демографія
Демографічна структура станом на 31 березня 2011 року:
|          | Загалом | Допрацездатний вік | Працездатний вік | Постпрацездатний вік |
| -------- | ------- | ------------------ | ---------------- | -------------------- |
| Чоловіки | 576     | 129                | 399              | 48                   |
| Жінки    | 595     | 130                | 353              | 112                  |
| Разом    | 1171    | 259                | 752              | 160                  |